# Rocca della Verruca
La Rocca della Verruca è un'antica e cadente fortificazione eretta dalla Repubblica di Pisa sul Monte Pisano, collocata in una posizione tale da dominare tutta la Piana di Pisa e la valle dell'Arno.

## Storia
La struttura della rocca aveva un'importanza cruciale per la Repubblica Pisana, perennemente in guerra con Firenze. Il castello era il nucleo di un sistema di fortificazioni sparse sul territorio circostante, tra cui possiamo elencare i castelli di Caprona, Vicopisano e Buti. Le comunicazioni tra questi avamposti e la rocca, così come quelle tra la rocca e la città di Pisa, avvenivano con lenzuola, stendardi, fumo, fuochi o colpi di artiglieria attraverso un codice che permetteva di informare repentinamente sui movimenti delle truppe nemiche in avvicinamento. In caso di scarsa visibilità il segnale veniva passato attraverso le varie torri dislocate sui monti pisani: la Torre dello Spuntone, il castellare di Asciano, il castello di Agnano e il castello di San Giuliano.
Teatro di cruente battaglie tra Pisani e Fiorentini, fu ripetutamente roccaforte dei primi quando ormai la città era caduta in mano al nemico. Il sito era già occupato da una fortificazione dal 780, ma la rocca vera e propria fu costruita solo nel XIII secolo, ed è sopravvissuta come struttura militare attiva fino alla definitiva caduta di Pisa nel 1503. Le ultime strutture ad esser costruite, in vista dell'ultimo decisivo scontro con i Fiorentini, furono le quattro torri angolari, due orientali di grossa dimensione e due occidentali più piccole, con feritoie e balestriere.
Nel 1509, tuttavia, la fortezza fu ristrutturata da Antonio da Sangallo a cui vengono attribuiti i due bastioni poligonali e da Luca del Caprina, della bottega del Francione, a cui viene attribuita la grossa torre cilindrica su uno spigolo del perimetro. La fortezza fu in seguito dismessa venendo a mancare la sua posizione di frontiera e quindi la sua utilità difensiva.

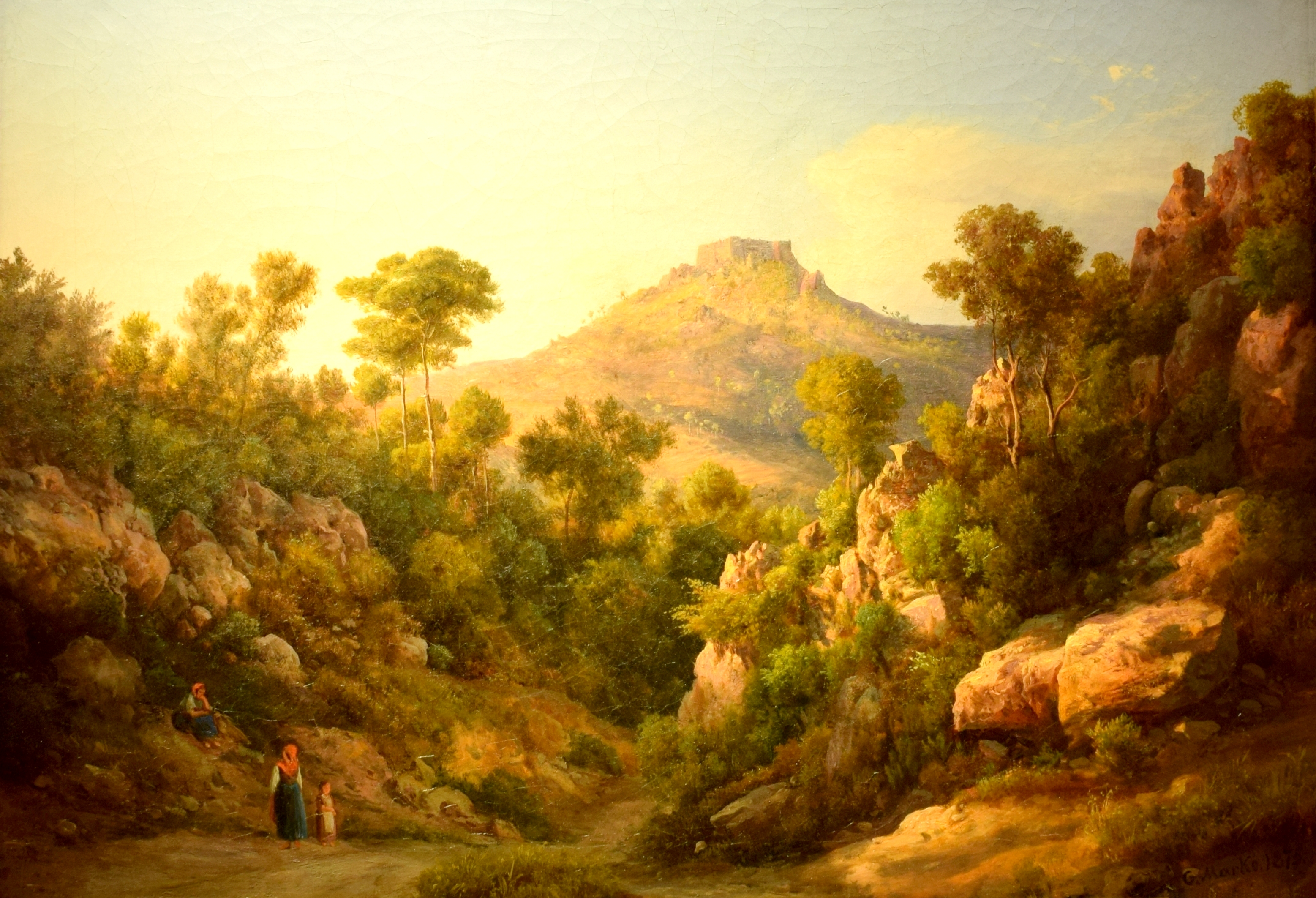
La Rocca della Verruca come appariva in un dipinto del 1875 del pittore Károly Markó il Giovane.

Nei primi anni del Novecento venne avviato un progetto per la realizzazione di una croce monumentale, in risposta all'iniziativa di papa Leone XIII di porre il simbolo della cristianità sulle cime più alte d'Italia. La prima pietra venne posata dall'Arcivescovo di Pisa Maffi nel 1904, ma i lavori non proseguirono per il blocco imposto dalla Sovrintendenza ai Beni Culturali, decisa a preservare l'aspetto dell'antica fortezza.
La sera dell'8 settembre 2009 il fianco nord-occidentale del monte è stato interessato da un violento incendio di origine dolosa, estesosi dalla zona di Nicosia di Calci fino a raggiungere Crespignano e Caprona, in basso, e il Lombardone, vicino alla sommità. Il fuoco ha distrutto circa 120 ettari di foresta, lasciando una ferita nel panorama dei Monti Pisani, visibile a chilometri di distanza. Il comune di Calci e la Provincia di Pisa, visti anche gli scarsi finanziamenti da parte della Regione Toscana, hanno deciso di non intervenire con piani di rimboschimento, asserendo che sarà la natura a fare il proprio corso e favorendo quindi la crescita di una vegetazione di tipo mediterraneo, costituita da piccoli arbusti e non più da boschi di leccio o querce.
Dal novembre 2009 la Compagnia di Calci (associazione nata nel 2004 a tutela del territorio e dell'ambiente della Valgraziosa) ha ottenuto, in comodato d'uso dal proprietario dottor Costantino Conforti, la parte della rocca che si trova nel territorio del Comune di Calci. I volontari dell'Associazione si impegnano costantemente in opere di pulizia e messa in sicurezza allo scopo di salvaguardare la Verruca dallo stato di abbandono e al fine di rendere visibili ai numerosi visitatori le parti che la vegetazione col tempo aveva coperto. La vegetazione circostante le mura, composta da lecci, edera, rovi e altri arbusti, sta seriamente minacciando la solidità delle loro fondamenta a causa dell'azione delle radici.
Nel settembre 2018 un violentissimo incendio che ha devastato la parte sud-orientale del Monte Pisano, ha colpito anche la Rocca della Verruca distruggendo praticamente tutta la vegetazione presente.

## Architettura
La struttura in pietra e laterizi sorge su uno sperone roccioso ed è stata ricostruita e ampliata in vari momenti della storia della Repubblica Pisana; tali lavori sono stati eseguiti spesso con urgenza in periodo di guerra, senza una pianificazione accurata. I bastioni e le fondamenta, che si aggrappano direttamente alla roccia sottostante, sono ancora saldi, ma le sovrastrutture sono crollate quasi interamente; restano quasi intatte alcune sale sotterranee e la cappella centrale, che conserva le quattro mura.

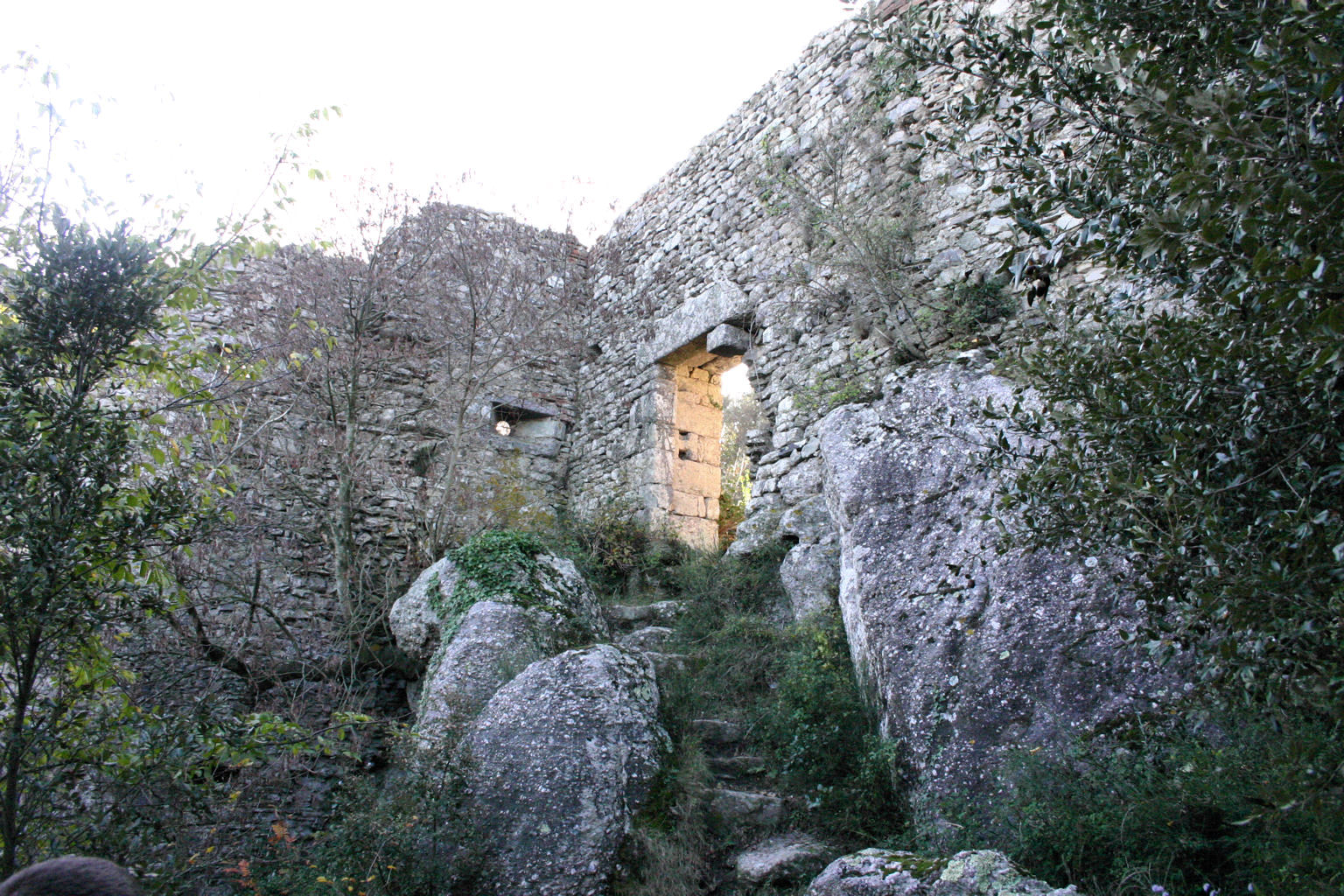
Ingresso della Rocca

La pianta del complesso è pentagonale, con i due lati orientali spesso considerati come uno solo molto convesso. Solo quattro angoli risultano fortificati: i due rivolti a nord e nord-est da torrioni rotondi, quello a nord-ovest da un bastione con punta poligonale e quello di sud-ovest con uno spalto lievemente pronunciato.
L'unico ingresso è posto sul lato orientale e vi si accede tramite una breve ma ripida scalinata scavata nella roccia. Una volta varcata la porta, attualmente danneggiata, il paesaggio si apre sulla piazza d'armi al cui centro si ergono i resti di una chiesa. Nel terreno si notano diverse aperture, alcune provviste di scalini e conducenti a stanze sotterranee, altre di forma quadrata poste al centro del soffitto delle stesse camere. Tra la vegetazione è possibile scorgere anche l'apertura di una grande cisterna quadrilatera, con la volta a botte, oggi riempita di detriti e in passato probabilmente utilizzata per la raccolta dell'acqua piovana.

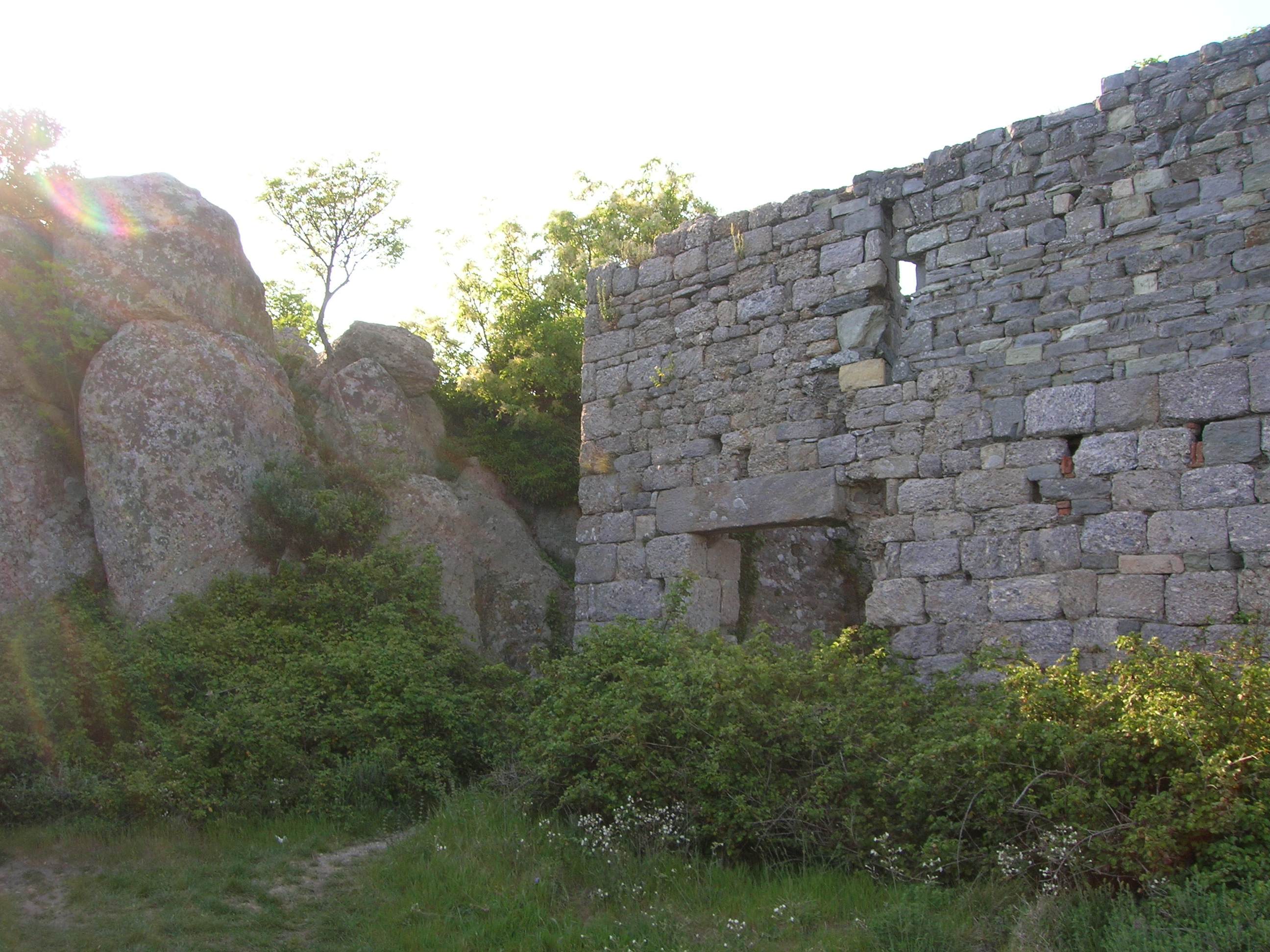
Piazza centrale con ruderi della cappella

La chiesa, a pianta rettangolare, conserva le possenti mura di grossi blocchi di pietra verrucana, su cui si aprono due porte, sui lati maggiori, e due finestre strombate, sul fianco destro. L'osservatore attento può notare due distinte qualità di pietra nel perimetro: grossi blocchi fino ai due metri d'altezza, filarotti di una cava diversa superiormente. Questi ultimi provengono probabilmente dalla "Buca delle Fate", una cava di verrucano che ha fornito il materiale anche per la costruzione della chiesa del monastero di San Michele Arcangelo, poco distante dalla rocca. Nulla rimane invece del tetto e del pavimento, forse semplicemente ricoperto dal prato.
Alle spalle dei ruderi si innalzano alcuni grossi massi che in passato costituivano il sostegno del mastio, di cui rimane solo un muro e che probabilmente si estendeva fino al muro meridionale. Ancor oggi il punto più alto della rocca (e del monte), la torre che vi si ergeva venne probabilmente smantellata con l'avvento della polvere da sparo, in modo da non costituire facile bersaglio per le bordate nemiche e, quindi, un pericolo per gli assediati in caso di crollo.
La maggior parte del piano interno della rocca è oggi ricoperto di terra ed erba, ma conserva ancora la sua caratteristica pendenza verso est. Il muraglione sud è perciò la parte più alta del perimetro e sulla sua faccia interna sono ancora visibili alcune delle mensole di pietra che fungevano da sostegno per i camminamenti interni.
Il torrione di sud-est è fornito di due mine accessibili tramite una scaletta di pietra e dotate di bocche di fuoco utilizzate per sorvegliare la muraglia meridionale e quella orientale con l'ingresso. Anche il bastione di sud-ovest ha una mina, rivolta a ponente, non rialzata e oggi priva della cornice di pietra, rimossa negli anni settanta. Nei pressi di tale bastione è presente un'altra bocca di fuoco per sorvegliare ulteriormente il muraglione sud.
Il bastione di nord-ovest presenta un ampio locale interno, dotato di volte interrate sotto cumuli di detriti. Forse qui si trovava l'ingresso del passaggio segreto che conduceva all'esterno della struttura, una sorta di uscita di servizio o di emergenza. Tale struttura ha probabilmente alimentato la diceria riguardo al fantomatico tunnel sotterraneo che avrebbe messo in comunicazione Pisa con la Verruca.
Al torrione di nord-est, ben conservato, si accede tramite una scala in pietra. Al suo interno troviamo una stanza piuttosto grande con due bocche di fuoco che avevano il compito di sorvegliare le muraglie settentrionale e orientale. Dalla stessa scala parte uno stretto cunicolo che termina con una bocca di fuoco collocata a metà del muraglione est.

## Il Monte Verruca e la pietra verrucana
Lo sperone roccioso su cui sorge la Rocca della Verruca è chiamato Monte Verruca e deve il nome alla sua forma che ricorda, osservando la linea dei monti, una protuberanza simile a quella dell'omonima formazione cutanea.
L'altezza del Monte Verruca è di 537 m s.l.m. e la cima è interamente coperta dalla rocca. Dalla sommità si osserva un panorama della piana di Pisa fino alle Colline Metallifere a Sud, fino quasi a San Miniato a sud-est, e fino al mare ad ovest; quando le condizioni meteorologiche sono favorevoli si vedono anche le isole dell'Arcipelago Toscano.
Sullo sperone del Monte Verruca la roccia è esposta chiaramente e la pietra che la compone, sebbene sia presente in tutto il resto del Monte Pisano, è stata denominata pietra verrucana. Questa pietra è stata usata in molte costruzioni pisane e livornesi e tale nome viene usato per descrivere lo stesso tipo di roccia anche in catene montuose diverse (es. sulle Alpi Apuane).

## Vie d'accesso
La fortezza è raggiungibile essenzialmente attraverso tre percorsi, due dei quali si uniscono nel loro tratto finale. Un primo sentiero parzialmente carrabile parte da ovest, dietro la Torre di Caprona, si dirige verso est fino in località "La Focetta", dietro le cave di Uliveto Terme, e quindi si arrampica a serpentina sul fianco ovest del monte Verruca, unendosi a poche centinaia di metri dalla sommità con un secondo sentiero, proveniente da nord, più precisamente dal Convento di Nicosia, posto nella valle di Calci. Un terzo sentiero parte invece da est, da Vicopisano, e giunge alla Verruca da nord, dopo esser passato accanto ai ruderi dell'Abbazia di San Michele. Quest'ultimo sentiero è di gran lunga il più agevole da percorrere in auto, anche se è necessario un permesso per il transito.

## Curiosità
- Si dice che esista un collegamento che corre dai sotterranei della Rocca fin dentro le mura di Pisa. Tale diceria, forse ispirata dalla presenza di sale sotterranee sotto al castello, è tuttavia un falso: non ci sono riferimenti storici, né è immaginabile che sia stata compiuta un'impresa del genere senza che se ne sia avuta notizia; tecnicamente l'opera è inverosimile, perché i due luoghi distano oltre dieci chilometri e il collegamento avrebbe dovuto essere scavato nella roccia verrucana dei monti e sotto i fiumi della pianura con le tecnologie del 1500.
- Data l'ottima visuale che si gode dalla rocca, si pensa che Leonardo da Vinci abbia sfruttato la rocca per i suoi disegni a volo d'uccello.
- Presso il museo di San Matteo di Pisa è conservata un'epigrafe rinvenuta sotto il cordolo del bastione occidentale, la quale può esser considerata uno dei primi documenti di Volgare Italiano. In essa si legge la frase scolpita: A DÍ DODICI DI G(I)UGNO MCIII. Vi è comunque la possibilità che l'epigrafe sia stata collocata sulle mura esterne della fortezza in epoca molto successiva.

## Galleria d'immagini

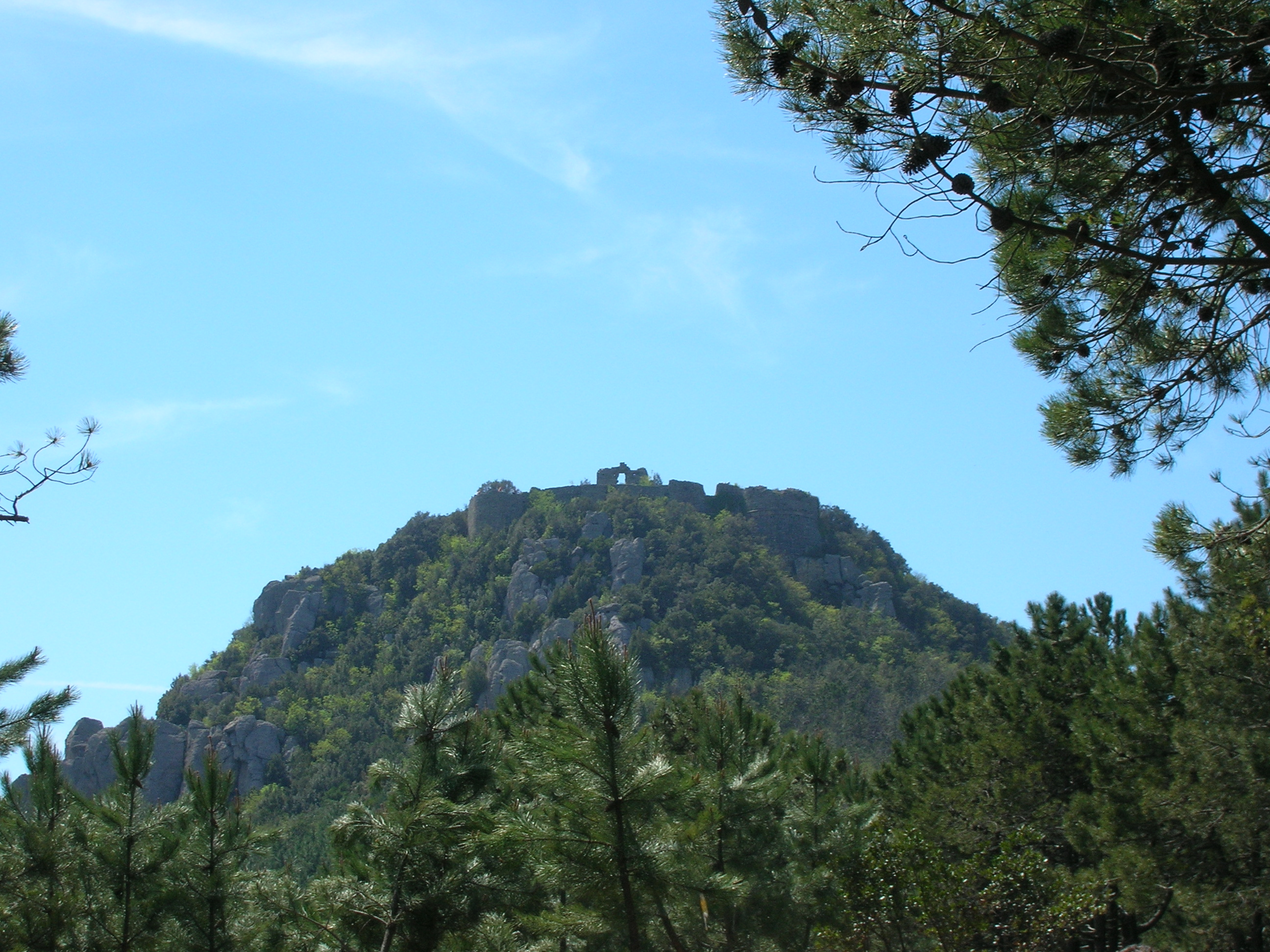
La fortezza vista da nord
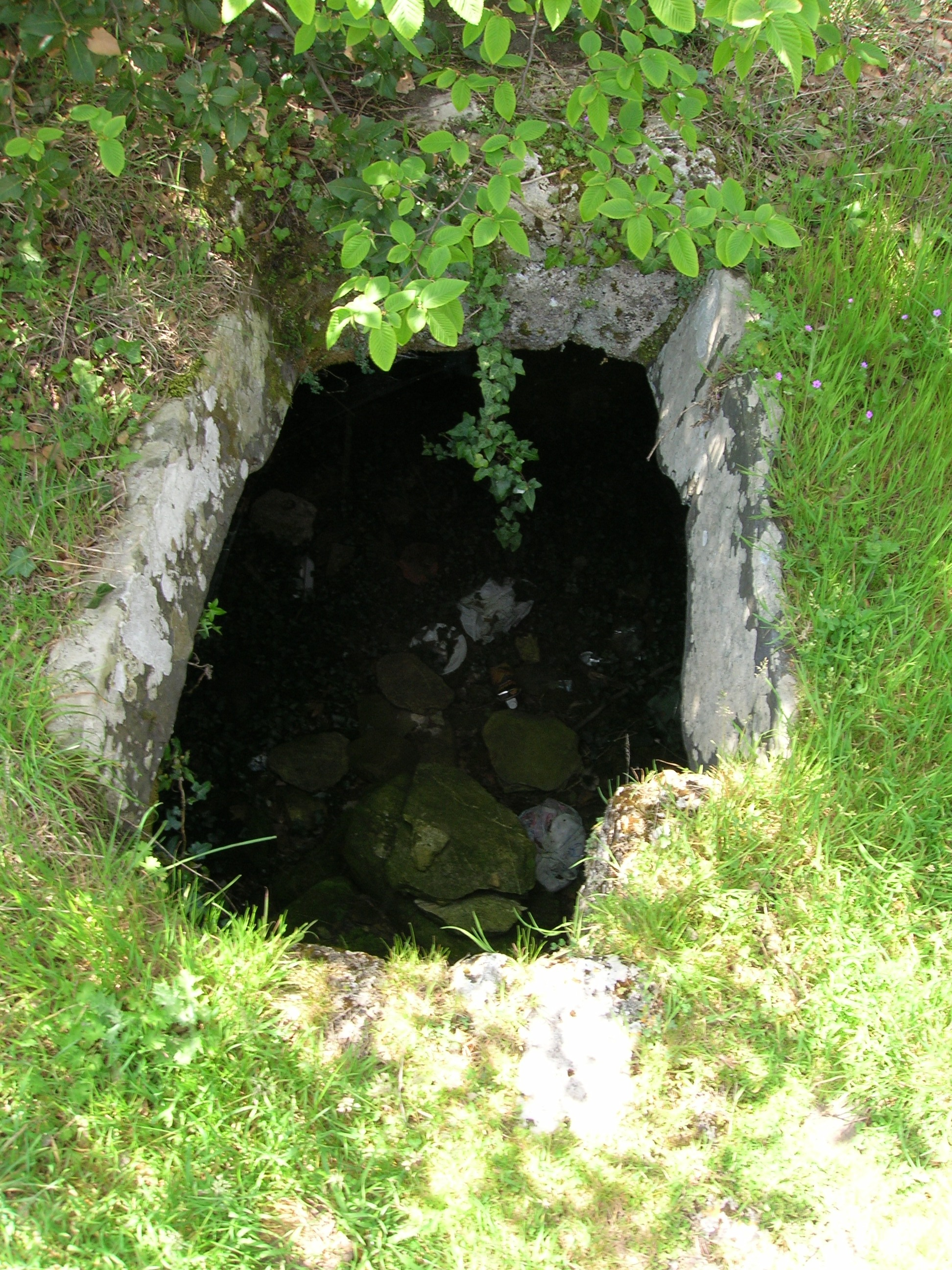
Camino di una camera sotterranea
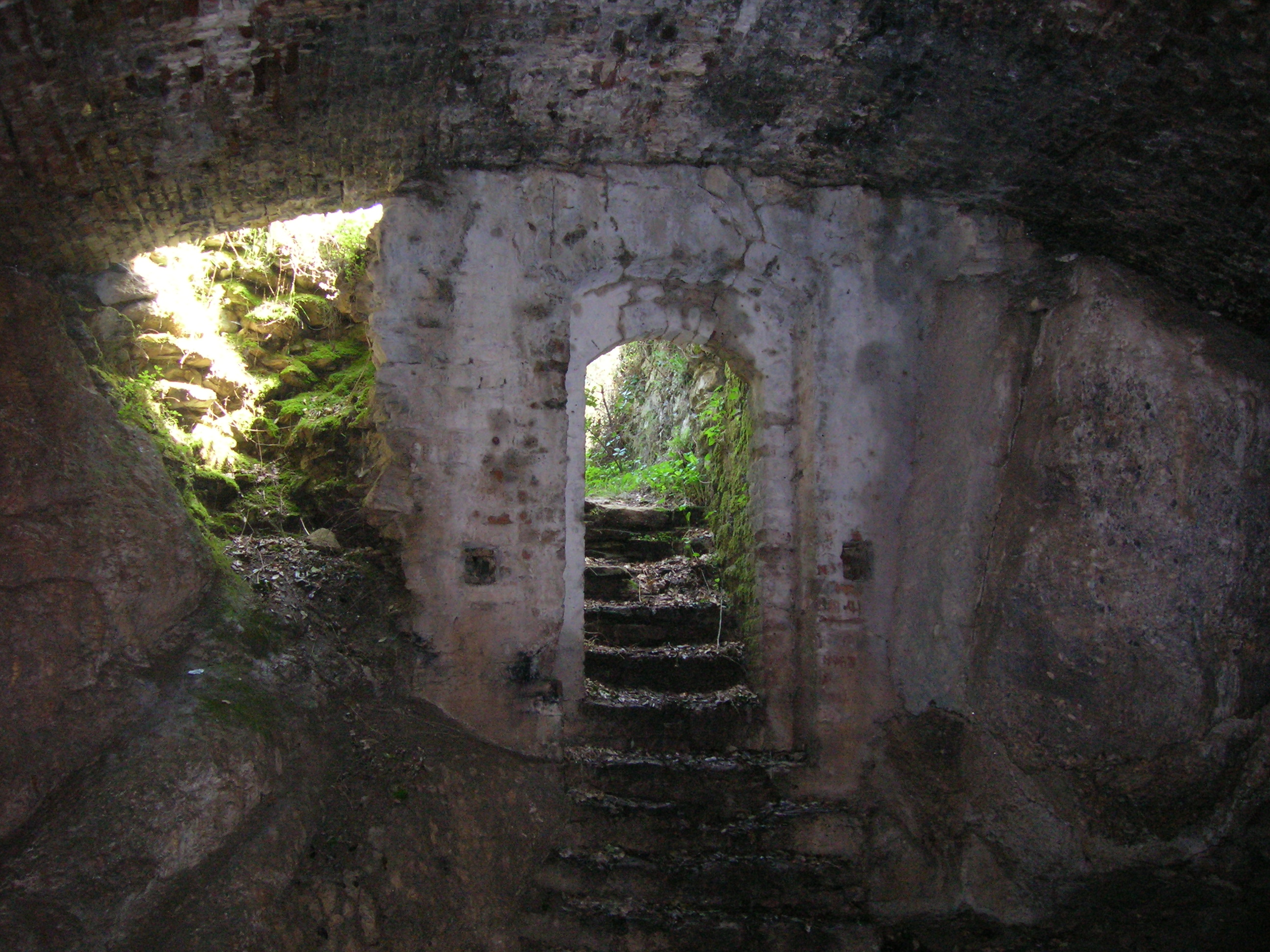
Uscita della cella ovest
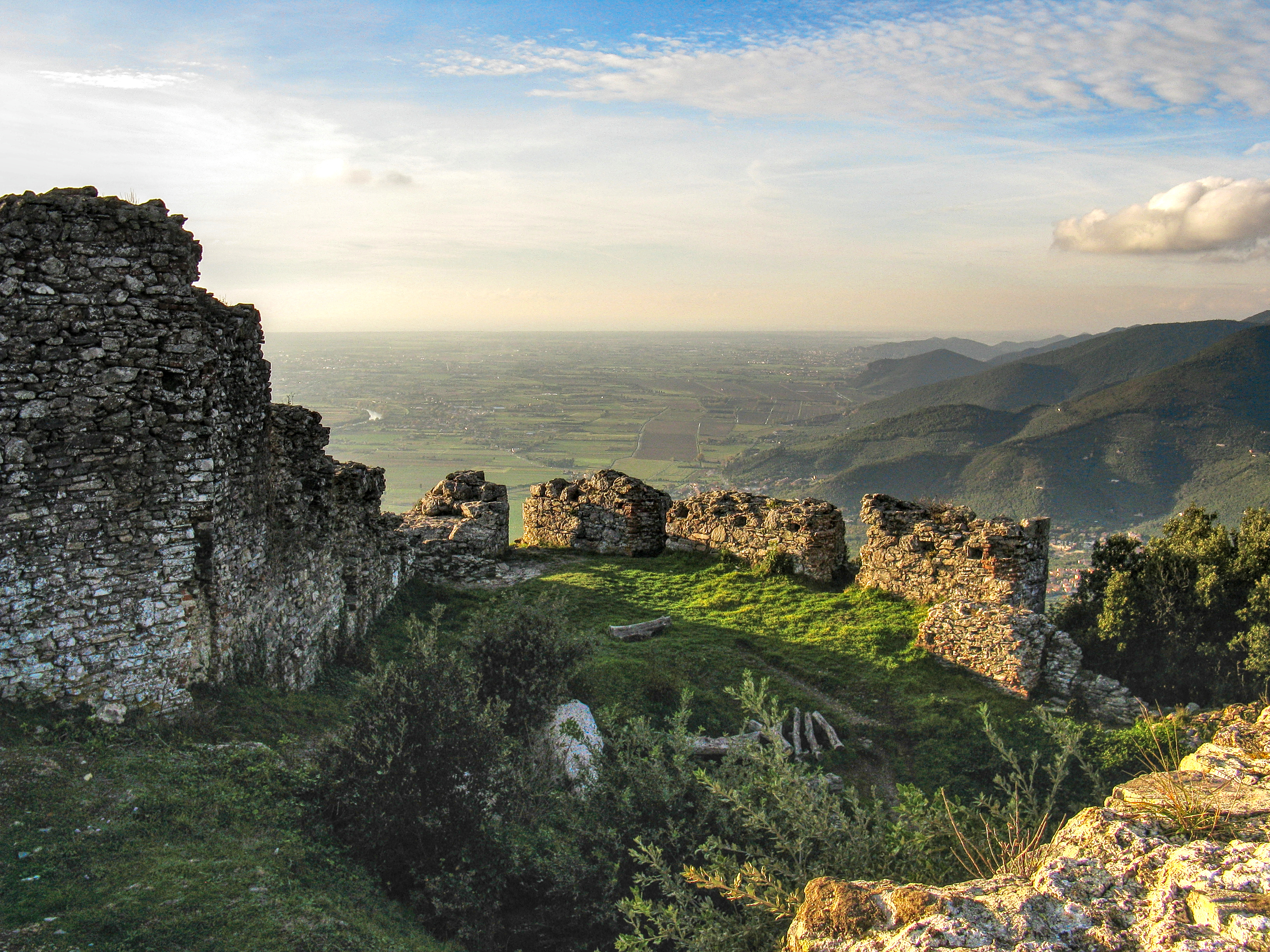
Vista della piana dalla Verruca